# Annuaire de l'École pratique des hautes études. Section des sciences historiques et philologiques
L’Annuaire de l'École pratique des hautes études, section des sciences historiques et philologiques est une revue scientifique, éditée par l'EPHE depuis 1873.

## Description
Publiée annuellement, la revue regroupe principalement les comptes rendus des conférences des enseignants-chercheurs de la section des sciences historiques et philologiques.
L'Annuaire de l'École pratique des hautes études, section des sciences historiques et philologiques est disponible en accès libre sur le portail OpenEdition Journals.